# Le Poirier sauvage
Pour plus de détails, voir Fiche technique et Distribution.
Le Poirier sauvage (Ahlat Ağacı) est un film dramatique turc écrit et réalisé par Nuri Bilge Ceylan, sorti en 2018.

## Synopsis
Sinan est un jeune homme qui revient dans sa ville natale, Çanakkale, après avoir terminé ses études supérieures. Dans l'incertitude de son avenir, il est habité du désir de publier un recueil de poèmes qu'il a écrit.

## Fiche technique
- Titre original : Ahlat Ağacı
- Titre français : Le Poirier sauvage
- Réalisation : Nuri Bilge Ceylan
- Scénario : Nuri Bilge Ceylan, Ebru Ceylan, Akin Aksu
- Musique : André Raison[1] réorchestré par Mirza Tahirovic
- Photographie : Gökhan Tiryaki
- Montage : Nuri Bilge Ceylan
- Production : 	Zeynep	Özbatur	Atakan
- Sociétés de production : Zeyno Film,	Memento	Films Production, Detail Film,	RFF International, Sisters and Brother	Mitevski, 2006 Produkcija Sarajevo, Film i Vast, Chimney Pot
- Pays de production :  Turquie
- Langue originale : turc
- Format : couleur
- Genre : drame
- Durée : 188 minutes (3 h 8)
- Dates de sortie :
  - France : mai 2018 (Festival de Cannes) ; 8 août 2018 (sortie nationale)
  - Turquie : 1er juin 2018

## Distribution
- Dogu Demirkol : Sinan
- Murat Cemcir : Idris, le père de Sinan
- Bennu Yildirimlar : Asuman, la mère de Sinan
- Asena Keskinci : Yasemin Karasu, la sœur de Sinan
- Serkan Keskin : Suleyman, l'écrivain
- Hazar Ergüçlü : Hatice, la jeune femme
- Ahmet Rifat Sungar : Ali Riza
- Tamer Levent : Recep, le grand-père
- Ercüment Balakoglu : Ramazan, le grand-père
- Özay Fecht : Hayriye, la grand-mère
- Kadir Çermik : Adnan, le maire
- Kubilay Tunçer : Ilhami, l'entrepreneur
- Sencar Sagdic : Nevzat
- Akin Aksu : l'imam Veysel
- Öner Erkan : l'imam Nazmi

## Production

### Genèse et développement
Dans un village proche de sa ville natale, Nuri Bilge Ceylan a rencontré un homme et son fils Akin Aksu avec qui il commence à échanger et à se lier. Nuri Bilge Ceylan, Ebru Ceylan et Akin Aksu travaillent sur le scénario.

### Tournage
Le film est tourné dans la ville de Çanakkale et dans les villages de Torhasan et Asmalı. Le tournage dure trois mois et demi.

## Sortie

### Accueil critique
En France, le site Allociné recense une moyenne des critiques presse de 4.0/5, et des critiques spectateurs à 3,7/5.
Pour Elisabeth Franck-Dumas de Libération, « Nuri Bilge Ceylan a composé un film étonnant et superbe. [...] le Poirier sauvage, d'une ahurissante beauté plastique et d'une ampleur presque déroutante, est un film bien plus aimable que ne l'était Winter Sleep, du même Ceylan, palme d'or en 2014. ».
Pour Pierre Murat de Télérama, « Nuri Bilge Ceylan mise sur le temps qui lui permet de saisir, comme dans les romans d’apprentissage de jadis, ceux de Tolstoï ou de Stendhal, le destin fluctuant et l'évolution progressive de personnages en butte à eux-mêmes, à la vie qu'ils mènent, à celle que la société leur fait mener. [...] Voir un cinéaste, sans doute au sommet de son art, construire ainsi, de film en film, une œuvre que l'on sait désormais capitale, fait partie des joies que se réservent les cinéphiles. Et les justifie dans leur passion. ».

### Box-office
- France : 112 018 entrées[7]

## Distinction
- Festival de Cannes 2018 : sélection officielle